# ایسائو تاکاهاتا
ایسائو تاکاهاتا (ژاپنی 高畑 勲 تاکاهاتا ایسائو؛ متولد ۵ اکتبر ۱۹۳۵ – درگذشته ۵ آوریل ۲۰۱۸) کارگردان، فیلم‌نامه‌نویس، تهیه‌کننده و انیمیشن‌ساز مطرح و برجستهٔ اهل ژاپن بود.
هایدی، دختر آلپ، مارکو، آن با موهای قرمز و مدفن کرم‌های شب تاب از آثار مطرح وی به عنوان کارگردان بودند.
انیمه مدفن کرم های شب تاب هم اکنون در بانک اطلاعات اینترنتی فیلم‌ها(imdb) بین ۵۰ فیلم برتر سینما قرار دارد. وی همچنین در سال ۲۰۱۵ برای انیمه افسانه شاهدخت کاگویا نامزد دریافت جایزه در هشتاد و هفتمین دوره جوایز اسکار شد.

## زندگی و حرفه
تاکاهاتا در ۲۹ اکتبر ۱۹۳۵ در شهر ایسه استان میه ژاپن متولد شد. در خلال جنگ جهانی دوم و در ۲۵ ژوئن ۱۹۴۵ زمانی که تنها ۹ سال داشت در حمله هوایی ایالات متحده آمریکا به اوکایاما زخمی شد اما زنده ماند. او در ۱۹۵۹ در رشته ادبیات و زبان فرانسه از دانشگاه توکیو فارغ‌التحصیل شد. به دلیل علاقه به انیمیشن شاه و پرنده پس از فارغ‌التحصیلی در استودیو توئی انیمیشن به عنوان دستیار کارگردان مشغول به کار شد. تاکاهاتا اولین انیمیشن خود، هولز شاهزاده آفتاب، را پس از سفارش مربی خود یاسائو اوتساکا ساخت که یک شکست تجاری بود. در سال ۱۹۷۱ او به همراه هایائو میازاکی و یوچی کوتابا، توئی انیمیشن را به منظور تولید انیمیشن پی‌پی جوراب‌بلند ترک کردند. تاکاهاتا به استودیو شین ئی انیمیشن و سراغ مدیر سابق خود دایکیچیرو کوسابا رفت اما موفقیتی نداشت. سفر او و میازاکی به سوئد و ملاقات با آسترید لیندگرن نویسنده پی‌پی جوراب‌بلند نیز آنها را به کلی نسبت به تولید این فیلم ناامید کرد. پس از این موضوع و در همان سال درخواست آنها برای تولید قسمت ۷ به بعد مجموعه لاپین سوم _که یک مجموعه تلویزیونی بود_ به تأیید یاسائو اوتساکا رسید و آن دو به شرط ذکر نشدن نام شان ساخت آن مجموعه را بر عهده گرفتند.
پس از ۱۹۷۱ نیپون انیمیشن از او، میازاکی و کوتابا برای تولید انیمه هایدی، دختر آلپ (از رمانی با نام هایدی) دعوت کرد که هر سه پذیرفتند. پس از هایدی او نیپون انیمیشن را ترک و به اوساکا رفت. در آنجا به تلکام ملحق شد و مدتی بعد سرپرست تولید سریال انیمیشنی اسپینوف شد. پس از پایان آن او برای کارگردانی نمو کوچولو انتخاب شد و با میازاکی که به تازگی به تلکام ملحق شده بود در سال ۱۹۸۲ به آمریکا رفتند. اما اختلاف نظر بر سر نحوه تولید این انیمیشن باعث استعفای او از تلکام شد با این وجود این موضوع باعث تبادل فرهنگی بین انیماتورهای ژاپنی و انیماتورهای دیزنی که مسئولیت تولید نمو کوچولو را داشتند، شد.
پس از آن تاکاهاتا و میازاکی استودیو جیبلی را تأسیس کردند. اولین فیلم او در جیبلی گورستان کرم‌های شب‌تاب بود که به‌طور گسترده‌ای توسط منتقدان مورد توجه و تحسین قرار گرفت. در سال ۲۰۰۷ جایزه انیمیشن کوبه به او داده شد. او افسانه شاهدخت کاگویا را ساخت انیمیشنی که تولید آن ۱۰ سال زمان برد و آخرین پروژه ای بود که تاکاهاتا خود آن را کارگردانی کرده بود. پس از این فیلم او به عنوان تهیه‌کننده انیمیشن لاک‌پشت قرمز به کار خود ادامه داد.
تاکاهاتا در ۵ آوریل ۲۰۱۸ در بیمارستانی در شهر توکیو در اثر سرطان ریه در گذشت.

## گزیدهٔ آثار

### تلویزیون

#### کارگردان
- آن شرلی با موهای قرمز (۱۹۷۹)
- باخانمان (۱۹۷۸)
- ۳۰۰۰ لیگ در جستجوی مادر (مارکو) (۱۹۷۶)
- هایدی، دختر آلپ (۱۹۷۴)

#### استوری بورد
- بچه‌های کوه تاراک (۱۹۷۷)
- نیلو و فلندی (۱۹۷۵)

- افسانه شاهدخت کاگویا (۲۰۱۳)
- همسایه من یامادا (۱۹۹۹)
- به خاطر دیروز (۱۹۹۱)
- سرویس تحویل کیکی (۱۹۸۹)
- مدفن کرم‌های شب‌تاب (۱۹۸۸)
- لاپوتا قلعه‌ای در آسمان (۱۹۸۶)
- ناوسیکا از دره باد (۱۹۸۴)